# Vierzehn
Die Vierzehn (14) ist die natürliche Zahl zwischen Dreizehn und Fünfzehn. Sie ist gerade.

## Mathematisches
14 ist eine Catalan-Zahl und eine Størmer-Zahl. Außerdem ist sie eine Pell-Zahl 2. Art.

## Sprachliches
Die Präfixe für die 14 in Fremdwörtern sind tetradeka (abgeleitet aus dem Griechischen) sowie das lateinische quattuordecim. Beispiele: die chemischen Verbindungen Tetradekasilan und Tetradecan sowie das Zahlwort Quattuordezillion.

## Bedeutungen und Zusammenhänge
Die zahlenmystische Bedeutung der Vierzehn liegt in der Verdopplung der Sieben. 
Der Kreuzweg besteht traditionell aus vierzehn Stationen. Die katholische Kirche kennt die vierzehn Nothelfer, vierzehn Heilige, die in bestimmten Notlagen angerufen werden. Ihnen sind zahlreiche Kirchen geweiht, unter ihnen die Wallfahrtskirche Vierzehnheiligen in Oberfranken, nach der auch der umliegende Ort benannt wurde.
Der griechischen Göttin Hera dienten vierzehn Gefährtinnen, von denen ihre Botin Iris am bekanntesten ist. Amphion und Niobe hatten vierzehn Kinder (sieben Töchter und sieben Söhne), die von Apollon und Artemis getötet wurden.
Es gibt vierzehn Frauen, von denen die hebräische Bibel sagt, sie seien schön gewesen.

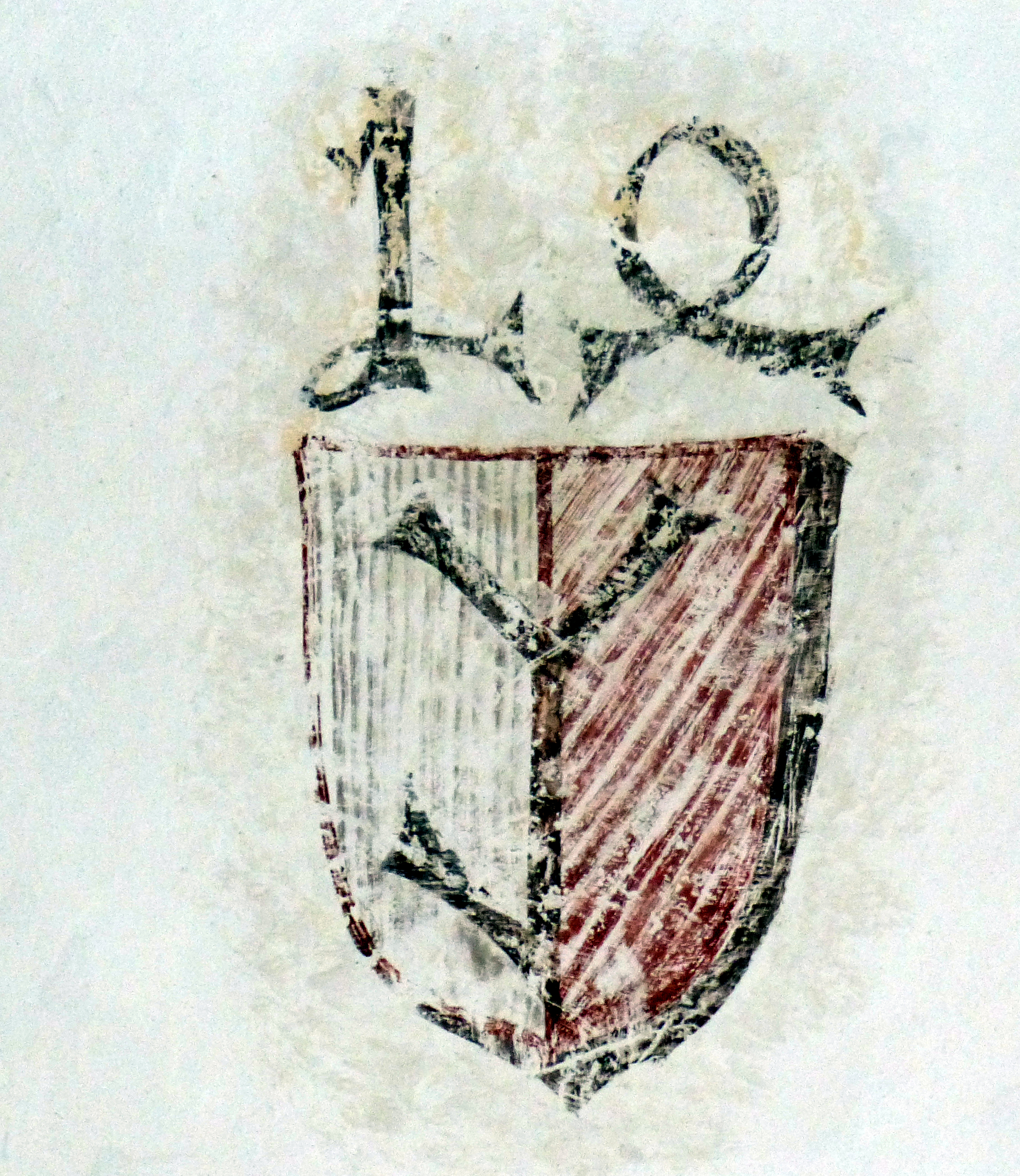
Mittelalterliche Form der Zahl 14

Im Evangelium nach Matthäus wird ein Beispiel gematrischer Deutung vermutet: Nach Mt 1,17  sind es 14 Geschlechter von Abraham bis David, 14 Geschlechter von David bis zur Babylonischen Gefangenschaft und 14 Geschlechter von der Babylonischen Gefangenschaft bis zu Christus; 14 entspricht dem Zahlenwert von דוד „David“.
Der Komponist Johann Sebastian Bach, der häufig Zahlensymbolik verwendete, hat sich mit Hilfe der Zahl Vierzehn oft in seinen Werken selbst verewigt. Die Buchstaben B-A-C-H stehen nämlich im Alphabet an zweiter, erster, dritter und achter Stelle. Addiert man diese Zahlen, so ergibt sich Vierzehn.
Unter Anhängern der rechtsradikalen White-Power-Bewegung steht die Zahl 14 für die Fourteen Words, die David Lane zugeschrieben werden: „We must secure the existence of our race and a future for White children.“ (auf Deutsch: Wir müssen das Leben unserer Rasse und die Zukunft für unsere weißen Kinder sichern.)